# Acht
Acht čili říšská klatba byla forma těžkého trestu ve Svaté říši římské, světská obdoba církevní klatby. Acht je vyloučení jedince z právní společnosti, jímž ztrácí právní ochranu a je považován za nepřítele státu. Osoba, na niž byl uvalen acht, mohla být beztrestně zavražděna, nikdo jí nemohl pod hrozbou potrestání poskytnout jídlo ani přístřeší. Její majetek propadá obci nebo státu, někdy je jí za trest spálen dům. Manželka muže s achtem byla budoucně považována za vdovu, děti za sirotky.

## Formy achtu
Trest podobný achtu se objevuje už v římském právu, acht se však odvozuje od germánského zvykového práva. Ustanoven byl v Saském zrcadle (Sachsenspiegel) ve 13. století, které rozlišuje mírnější soudní acht (verfestung) a těžký (říšský) acht. Soudní acht má sloužit jako donucovací prostředek, aby se obviněný dostavil k soudnímu řízení, proto jím není nijak dotčen majetek obviněného a jeho působnost se omezuje jen na příslušný soudní okrsek. Pokud se obviněný dostaví k soudu, soudní acht je odvolán. Pokud se však k soudu nedostaví do roka a do dne od vynesení soudního achtu, je mu acht zpřísněn na říšský acht, tzv. aberacht, který má platnost po celé Říši.
Kromě Říše se trest podobný achtu vyskytoval také např. v anglickém nebo francouzském právu, kde se de facto rovnal vyhnanství.

## Potrestaní achtem
Acht se nejčastěji uvaloval na politicky nepřizpůsobivá říšská knížata. Mezi osoby, potrestané achtem patří např.:
- Jindřich Bavor (od r. 976)
- Jindřich Lev (od r. 1180)
- Přemysl Otakar II. (od r. 1276)
- Václav II. (od r. 1304)
- Martin Luther (od r. 1521)
- Fridrich Falcký (od r. 1621)

Trest achtem byl naposledy použit v roce 1706 na kurfiřty kolínského a bavorského za jejich paktování s Francií. V roce 1711 totiž císař Karel VI. ve volební kapitulaci musel ustanovit, že acht musí být schválen stavy, takže se ho už nikdy nepodařilo prosadit – například v r. 1758 nebylo schváleno uvržení achtu na pruského krále Fridricha Velikého.